# 河內郡 (中國)
河内郡，是中國古代的郡，相當於今日河南黃河以北地區。

## 建置沿革
自戰國後期秦國設立河內郡以來，河內郡西部邊界相對穩定、東部邊界數次西移，隨之轄境逐漸縮小、轄縣逐漸減少，郡治相應由修武西遷至懷縣、再西移至野王。

### 東周至西漢初年
以「河內」稱黃河以北、太行山以南的地區始於春秋晚期，是站在晉國方位上的稱呼。戰國時河內爲三晉所瓜分，其中魏國佔據大部分地區。
秦國自昭襄王時，不斷用兵蠶食河內。長平之戰後期，「秦王聞趙食道絕，王自之河內，賜民爵各一級，發年十五以上悉詣長平，遮絕趙救及糧食」，河內已成爲秦進攻趙國重要的基地。馬非百認爲，秦國在昭襄王時已設置河內郡。秦王政十八年（前229年），秦將楊端和從河內領兵參與圍攻邯鄲，次年攻破邯鄲、趙國滅亡。嶽麓書院藏秦簡記載，秦滅楚後，原來因罪戍守河內郡「故徼」的戍卒被命令轉而戍守新征服的九江郡，可見秦在統一六國前已設置河内郡。勞榦提出河內郡爲秦始皇三十六郡之一。
漢元年（前206年），項羽分封十八路諸侯，以司馬卬平定河內郡有功，封爲殷王，都城在朝歌。次年，劉邦攻滅殷國，復置河内郡。西漢初年的河內郡承秦河內郡，轄境大體相同。根據張家山漢簡《二年律令·秩律》及其他秦漢出土材料和傳世史料，秦至西漢高后元年，河內郡可確認轄下列縣及侯國：
| 秦至西漢初河內郡轄縣情況 | 品秩                       | 縣名                                                         |
| ------------------------ | -------------------------- | ------------------------------------------------------------ |
| 記載於《秩律》的縣       | 八百石                     | 溫、修武（郡治）、軹                                         |
| 記載於《秩律》的縣       | 六百石                     | 成安、河陽、汲、蕩陰、朝歌、鄴、野王、山陽、內黃、蘩陽、館陶 |
| 記載於《秩律》的縣       | 高后元年廢爲六百石縣的侯國 | 共、隆慮、棘滿                                               |
| 《秩律》未記載的縣、侯國 | 其他材料證明爲秦縣         | 懷、州                                                       |
| 《秩律》未記載的縣、侯國 | 其他高祖功臣侯國           | 斥丘、平皋、波                                               |

其中，隆慮、棘滿、斥丘侯國封於高帝六年（前201年）、平皋侯國封於高帝七年（前200年）、共侯國封於高帝八年（前199年）、波侯國封於高帝十一年（前196年）。共、隆慮、棘滿三侯國在高后元年（前187年）一度被廢，但次年陳平排定侯功時已恢復爵邑。高后元年，封漢惠帝子劉朝爲軹侯；四年（前184年），劉朝改封恆山王，軹侯國除爲縣；漢文帝元年（前179年），封外戚薄昭爲軹侯。此外，漢文帝以館陶爲長女館陶長公主劉嫖之湯沐邑。

### 兩漢
漢文帝十五年（前165年）（一說爲漢景帝中元三年（前147年）），漢朝析河內、清河二郡置魏郡。河內郡喪失了東北部的鄴、內黃、繁陽、館陶等縣、邑與斥丘、棘滿等侯國，縮小到《漢書·地理志》所記載的幅員。此後，文帝後元四年（前160年），共侯國除爲縣；景帝中元元年（前149年），隆慮侯國除爲縣。。二年（前148年），封山陽侯國；五年（前145年），復封隆慮侯國。
漢武帝元光五年（前130年），波侯國除爲縣。元朔五年（前116年），山陽侯國除爲縣；元鼎元年（前116年），隆慮侯國除爲縣。五年（前112年），平皋、軹二侯國因酎金案除爲縣，至此河內郡無侯國。六年（前111年），汲縣新中鄉析置爲獲嘉縣。
元封五年（前106年），西漢置十三刺史部。河內郡不屬於任何一個刺史部，而被納入「京畿」範圍，與河東郡、河南郡合稱三河。征和二年（前91年），封邘侯國，次年國除。四年（前89年），漢朝設置司隸校尉，監察三輔、三河、弘農七郡。西漢末年，河內郡領縣十八：懷縣（郡治）、汲縣、武德縣、波縣、山陽縣、河陽縣、州縣、共縣、平皋縣、朝歌縣、修武縣、溫縣、野王縣、獲嘉縣 、軹縣、沁水縣、隆慮縣、蕩陰縣，無侯國。
王莽代漢後，于始建國天鳳元年（14年）以河東、河內、弘農、河南、潁川、南陽爲六隊郡，其中河內郡更名後隊郡；縣一級更名中，《漢書》記載了懷縣更名河內、河陽縣更名河亭、朝歌縣更名雅歌、野王縣更名平野等四例。更始二年（24年），劉秀平定河內，河內郡縣恢復漢朝舊名，河內郡屬司隸校尉部。至永和五年（140年），河內郡轄區、郡治、屬縣保持穩定，唯漢殤帝劉隆即位時隆慮縣因避諱改名林慮縣。
東漢前中期，河內郡有7縣曾爲公主湯沐邑：漢明帝永平二年（59年）封獲嘉長公主，三年（60年）封隆慮公主、沁水公主，十二年（69年）封平皋公主，漢章帝建初四年（79年）封武德長公主，漢殤帝延平元年（106年）封修武長公主、共邑公主；有2縣曾爲皇帝乳母封邑：漢安帝延光二年（123年）封乳母王聖野王君，漢順帝陽嘉二年（133年）封乳母宋娥山陽君。獲嘉長公主之子馮石承襲其母封邑，爲獲嘉侯。漢獻帝初平二年（191年），封王允爲溫侯。次年，封呂布爲溫侯。

### 魏晉十六國
漢獻帝建安十七年（212年），曹操爲擴大以鄴城爲中心的魏郡的規模，「割河內之蕩陰、朝歌、林慮」三縣「以益魏郡」，河內郡再度向西縮小。次年，曹操效仿《禹貢》之制，并十四州爲九州，撤銷司隸校尉部，河內郡歸屬冀州。延康元年（220年），曹丕長子曹叡封武德侯。是年，曹魏代漢，魏文帝封漢獻帝爲山陽公，都濁鹿城。隨即恢復十四州制，河內郡復屬司隸。黃初年間，修武、汲、共、獲嘉四縣一度轉屬朝歌郡。朝歌郡旋廢，上述四縣及林慮縣復屬河內郡。
曹魏行屯田制，於野王、汲二縣置典農中郎將。咸熙元年（264年），司馬昭下令「諸典農皆爲太守」，野王典農中郎將一度改爲野王太守。西晉泰始二年（266年），晉武帝「罷農官爲郡縣」，汲、共、林慮、獲嘉、修武五縣分爲汲郡。河內郡轄區進一步向西縮小，郡治遷至野王，領十縣：野王、州、懷、平皋、河陽、沁水、軹、山陽、溫、武德。太康元年（280年）改司隸爲司州，河內郡仍屬之。
310年，漢趙攻取河內郡。318年，河內郡等「平陽以東地入石勒」。次年，石勒稱趙王，以河內等24郡爲趙國。後趙以野王、河陽、沁水、軹等縣置野王郡。349年，後趙封石閔爲武德王。次年，氐族首領苻健西入關中，河內郡遂屬前秦。354年，冉魏餘部呂護盤踞野王，降於前燕，被任命爲河內太守。次年，前秦河內太守投降前燕。370年，前燕滅亡，河內郡復屬前秦。384年，慕容垂建立後燕，河內郡屬之。

### 北朝
北魏皇始年間，北魏略定河北，河內郡屬北魏。天興二年（399年），北魏以河內郡置豫州。天安二年（467年），北魏置懷州，河內爲懷州首郡。太和十八年（494年），孝文帝遷都洛陽後，撤銷懷州，河內郡由遷都後的新司州管轄。太和年間，北魏又罷邵上郡，將白水、邵、萇平等縣并入河內郡。至遲孝昌三年（527年），又以白水等縣復置邵郡。
東魏天平初年，復置懷州，仍以河內爲首郡；又分平皋、溫、懷、州四縣設武德郡。武定年間，河內郡領四縣：野王（郡治）、沁水、河陽、軹。北齊天保七年（556年）并省州郡縣，沁水縣廢入軹縣，河陽縣廢入溫、軹二縣，河內郡僅領野王、軹二縣。北周滅亡北齊後，河內郡屬北周懷州。隋開皇三年（583年）廢郡，河內郡被撤銷。隋大業、唐天寶年間曾兩度改懷州爲河內郡，此後河內郡僅作爲懷州的郡號用於封爵。

## 人口
- 西漢元始二年（2年）：241246戶，1067097口。[27]
- 東漢永和五年（140年）：159770戶，801558口。[30]
- 西晉太康四年（283年）：52000戶。[40]
- 東魏武定年間：9905戶，42601口。[56]

## 經濟
魏文侯時，「西門豹引漳水溉鄴，以富魏之河內」，通過興修水利發展了河內的農業生產。
漢武帝時，河內郡守王溫舒“令郡具私馬五十疋為驛，自河內至長安”，可知河內當時有大量養殖牲畜。
西漢官員在河內推動了許多防洪工程。西漢末期，中國的經濟重心和基本經濟區，已從關中轉移到河內一帶。漢光武帝劉秀起兵，把河內委托給最信賴的部下寇恂，令他準備和轉運軍糧。
晋朝皇族河内司马氏世居在该郡辖下的温县。

## 行政長官
本列表只包括隋朝廢除河內郡前的河內郡行政長官，隋大業、唐天寶年間兩次改懷州爲河內郡時的行政長官情況見懷州條目。

### 河內守（—前148年）
- 周亞夫，漢文帝十五年（前165年）至後元六年（前158年）在任。[64]

### 河內太守（前148年—14年）
- 王溫舒，漢武帝元狩四年（前119年）離任。[65]
- 杜□，漢武帝時在任。[66]
- 趙彭祖，元鳳四年（前77年）離任。[65]
- 沈勗，沈約先祖。[67]
- 韋玄成，神爵四年（前58年）離任。[65]
- 徐明，「元、成世歷五郡太守」。[68]
- 甄尊，陽朔元年（前24年）離任。[65]
- 龐真，永始三年（前14年）離任。[65]
- 楊宣，漢哀帝初年在任。[69]
- 劉歆，哀帝時在任。[70]
- 趙昌，建平四年（前3年）就任。[65]
- 翟義，漢哀、平帝之際在任。[71]

### 河內太守（24年—557年）
- 韓歆，更始帝太守，更始二年降劉秀。[72]
- 寇恂，更始二年（24年）就任，光武帝建武二年（26年）免官。[73]
- 牟長，建武年間任。[74]
- 任延，漢明帝永平二年（59年）就任，在任九年（67年）病卒。[75]
- 宋均，永平七[註 5]年（64年）就任。[76]
- 曹褒，漢和帝永元七年（95年）就任。[77]
- 馬棱，漢安帝永初初年任。[78]
- 樊準，永初五年（111年）就任，在任三年（113年）。[79]
- 韓縯，漢順帝時任。[80][81]
- 向豹，陽嘉三年（134年）在任。[82]
- 黃昌，永和初年任。[83]
- 周舉，漢順帝末年任。[84]
- 周景，漢桓帝初年任。[85]
- 魏朗，漢桓帝延熹初年任。[86]
- 徐盛，徐璜弟，延熹中任。[87]
- 李敏，漢靈帝時任。[88]
- 朱雋，漢靈帝末年任。[89]
- 丁從，劉寬門生，中平二年（185年）在任。[90]
- 王匡，漢獻帝初平元年（190年）在任，[37]後被殺。[91]
- 張楊，初平中就任，[88]建安元年（196年）爲大司馬。[92]
- 繆尚，建安四年（199年）降曹操。[37]
- 魏种，建安四年（199年）繼繆尚任。[37]
- 劉勳，建安年間任。[93]
- 龐勃，字智伯，東漢河內太守。[94]
- 遇沖，東漢河內太守。[95]
- 劉曜，字季尼，東漢河內太守。[96]
- 蛇邱彧，東漢河內太守。[97]
- 何曾，曹芳正始年間任。[98]
- 劉淮[註 6]，曹魏河內太守。[100]
- 吳奮，繼劉淮任，魏元帝景元三年（262年）在任。[99]
- 辛敞，魏元帝咸熙年間任。[101]
- 裴楷，晉武帝初年任。[102]
- 陳輿，晉武帝時任。[103]
- 阮侃，晉武帝太康二年在任。[104]
- 劉頌，太康年間任。[105]
- 衛京，晉武帝後期任。[106]
- 王浚，晉惠帝元康年間任。[107]
- 裴整，晉懷帝永嘉四年（310年）爲石勒所執。[108]
- 郭默，永嘉四年由劉琨任命爲太守[109]，太興初年轉任潁川太守。[110]
- 趙俱，350年至354年爲前秦河內太守。[111][53]
- 王會，前秦河內太守，355年降前燕。[54]
- 呂護，354年降前燕，爲河內太守[53]，361年降東晉。[112]
- 楊聲，北魏明元帝泰常二年（417年）在任。[113]
- 丘陳，北魏太武帝神䴥年間在任。[114]
- 盧醜，太武帝延和二年（433年）卒。[115]
- 趙柔，北魏文成帝初年任。[116]
- 李洪之，文成帝太安二年（456年）後就任。[117][118]
- 元真，北魏孝文帝太和元年（477年）在任。[119]
- 朱長生，太和十七年（495年）就任。[120][121]
- 元鸞，太和十九年（495年）就任。[122][123]
- 劉武英，太和十九年降北魏，卒於河內太守任內。[124]
- 陸琇，北魏宣武帝景明二年（501年）在任。[125][126]
- 元萇，景明、正始年間任。[127][128]
- 元徽，宣武帝時任。[129]
- 楊津，北魏孝明帝初年任。[130]
- 裴衍，孝明帝時任。[131]
- 源子恭，孝明帝孝昌年間任。[132]
- 李遐，北魏孝莊帝武泰元年（528年）死於河陰之變。[133]
- 元襲，孝莊帝永安二年（529年）被殺。[134]
- 封隆之，永安年間任。[135]
- 張瓊，北魏長廣王建明年間任。[136]
- 田怙，北魏節閔帝普泰二年（532年）在任。[137]
- 李長壽，北魏孝武帝西奔前任。[138]
- 辛纂，孝武帝永熙三年（534年）就任。[139]
- 楊真，北魏前期河內太守。[140]
- 燕崇，北魏前中期河內太守。[141]
- 穆祁，北魏河內太守。[142]
- 李煥，北魏河內太守。[143]
- 裴德歡，北魏中後期河內太守。[144]
- 裴嵩，東魏孝静帝武定年間任。[145]
- 李搔，武定末年任。[146]
- 司馬裔，西魏文帝大統六年（540年）至西魏廢帝元年（552年）任。[147]

### 河內郡守（557年—583年）
- 杜徽，北周河內郡守。[148]
- 劉行本，北周宣帝、靜帝時任。[149]